# لیاندنیا
لیاندنیا (به لاتین: Liyandeniya) یک منطقهٔ مسکونی در سری‌لانکا است که در استان مرکزی (سری‌لانکا) واقع شده‌است.